# Bodo Busse

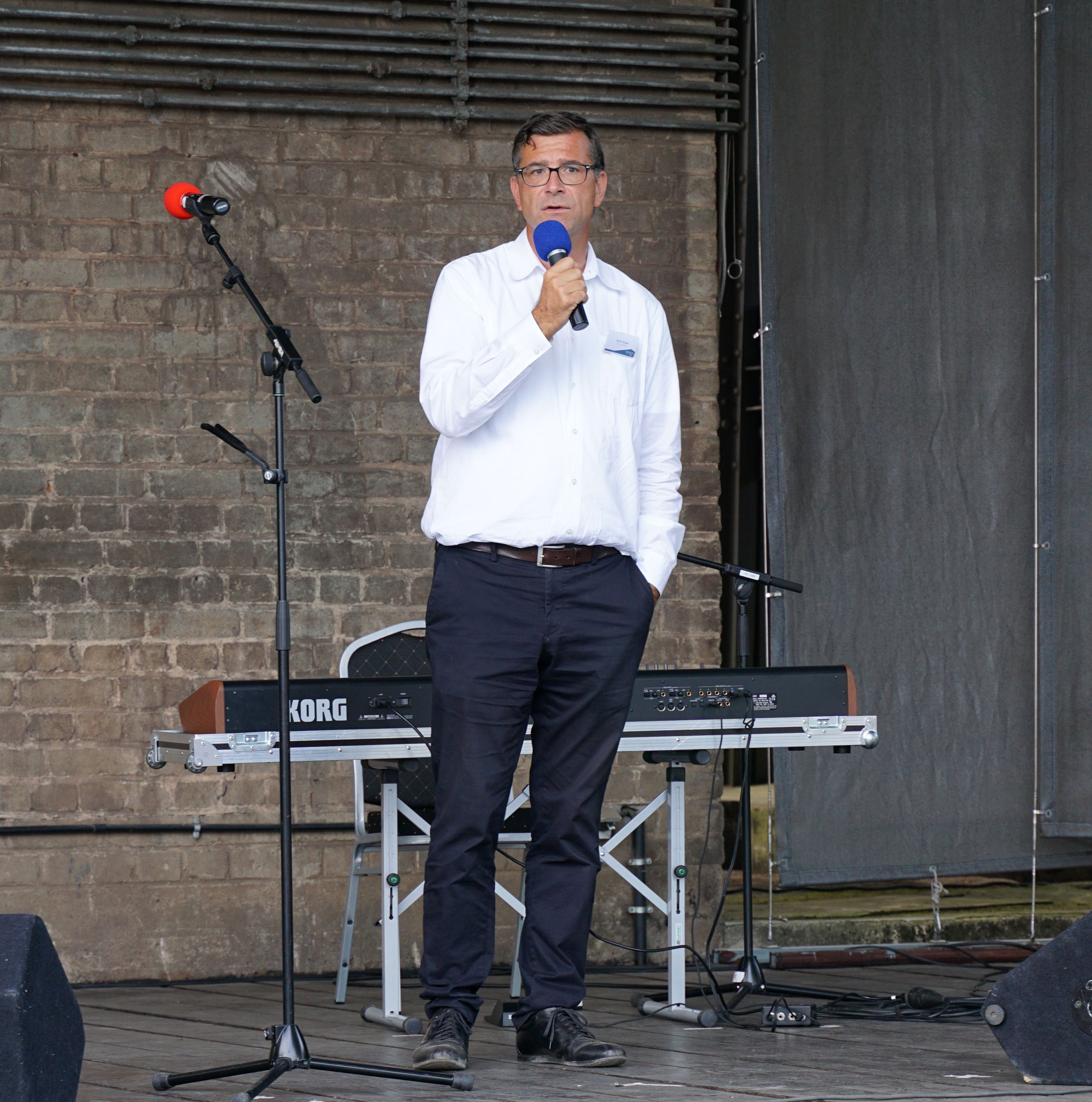
Bodo Busse

Bodo Busse (* 28. Mai 1969 in Stuttgart) ist ein deutscher Dramaturg und Theaterintendant.

## Leben
Bodo Busse studierte nach dem Abitur in Filderstadt Musikwissenschaft, Literaturwissenschaft und Rhetorik an der Eberhard-Karls-Universität Tübingen. Er besuchte mehrere Meisterkurse für Opernregie bei Ruth Berghaus. Anschließend absolvierte er mehrere Praktika und Assistenzen an der Staatsoper Stuttgart und am Opernhaus Zürich. Am Staatstheater Mainz war er von 1998 bis 2000 Musikdramaturg. Danach arbeitete er für zwei Jahre als Musikdramaturg und Assistent des Generalintendanten John Dew am Theater Dortmund. Anschließend war er am Stadttheater Gießen als Geschäftsführender Dramaturg mit Regieverpflichtung tätig. 2002 wurde er von Manfred Beilharz als Musikdramaturg und Mitglied der Opernleitung ans Hessische Staatstheater Wiesbaden berufen, an dem er bis Juli 2010 engagiert war.
Von 2010 bis 2017 war Busse Intendant des Landestheaters Coburg. Mit der Spielzeit 2017/18 trat er als Nachfolger von Dagmar Schlingmann die Position des Generalintendanten am Saarländischen Staatstheater an. Zur Spielzeit 2025/26 wird Bodo Busse als Nachfolger von Laura Berman Intendant der Staatsoper Hannover.

## Inszenierungen (Auswahl)
- 1995: Piramo e Tisbe, Intermezzo tragico von Johann Adolph Hasse, Kammeroper Tübingen
- 1999: Die Zauberflöte, Oper von Wolfgang Amadeus Mozart, FILHarmonie Filderstadt
- 2002: Marry Me a Little, Musical von Stephen Sondheim, Stadttheater Gießen
- 2004: L’enfant et les sortilèges, Oper von Maurice Ravel, FILHarmonie Filderstadt
- 2013: Dorian Gray, Musical-Oper von Roland Fister (Uraufführung), Landestheater Coburg
- 2014: Lohengrin, Kammeroper von Salvatore Sciarrino, Landestheater Coburg
- 2015: Der Welt abhanden gekommen ..., szenische Collage mit Rückert- und Kindertotenliedern von Gustav Mahler sowie Bouchara und Lonely Child von Claude Vivier, Landestheater Coburg
- 2016: Schuberts Winterreise, Orchesterfassung von Hans Zender, Landestheater Coburg
- 2017: The Raven, Kammeroper von Toshio Hosokawa (deutsche Erstaufführung), Landestheater Coburg